# 廟祀令
廟祀令（びょうしれい）は、古代中国の前漢時代、紀元前104年から紀元1世紀の初めまで置かれた官職である。国の祭祀をつかさどった。

## 解説
武帝の太初元年（紀元前104年）に祠祀令を改称して設けた。太常に属する官で、廟祀丞が副としてついた。
後漢で祭祀をつかさどる官職は太祝令となり、廟祀令はなくなった。